# Helter Skelter (The Beatles)
Helter Skelter (Engels: een kermisglijbaan in de vorm van een spiraal rond een toren/overhaasting maar figuurlijk ook hoteldebotel of holderdebolder) is een nummer van The Beatles van hun album The Beatles, beter bekend als The White Album. Het nummer is geschreven door Paul McCartney.

## Geschiedenis
Het nummer is een product van McCartneys inspanning om een zo luid en lelijk mogelijk klinkend geluid te creëren en wordt door muziekhistorici gezien als een belangrijke invloed in de ontwikkeling van heavy metal. Ringo Starr schreeuwt aan het einde van de track "I got blisters on my fingers!", omdat het zo vaak over moest.
Het nummer en andere liedjes van het White Album (Piggies, Revolution 9) deden de criminele hippie Charles Manson geloven dat een rassenoorlog en atoomoorlog nabij waren. Het is echter onzeker of deze nummers voor Manson en zijn volgelingen, de Manson Family genoemd, de inspiratie vormden voor het plegen van de beruchte Tate/LaBianca-moorden.
Helter Skelter is gecoverd door onder andere Aerosmith, Siouxsie and the Banshees, Pat Benatar, Mötley Crüe, U2 en Oasis.

## Bezetting
- Paul McCartney - leadzang, leadgitaar
- John Lennon - achtergrondzang, basgitaar, geluidseffecten (door koperen blaasinstrumenten)
- George Harrison - achtergrondzang, slaggitaar, geluidseffecten
- Ringo Starr - drums
- Mal Evans - trompet